# Javoor, Tarikere
Javoor là một làng thuộc tehsil Tarikere, huyện Chikmagalur, bang Karnataka, Ấn Độ.